# 山口市立二島小学校
山口市立二島小学校（やまぐちしりつ ふたじましょうがっこう）は、山口県山口市秋穂二島にある、市立小学校である。

## 概要
山口市立二島小学校は日本の市立小学校であり、山口市の南部に位置している。耐震化工事済みの体育館と広いグラウンドも完備されている。校舎裏には給食室があり、そこで給食をつくり山口市立二島中学校と山口市立佐山小学校にも配達している。隣には山口市立二島幼稚園が、近くには山口市立二島中学校がありアクセスがし易く、交流が時たま行われる。

## 沿革
- 1874年9月15日 - 地区内諸家塾の子女を集め「二島小学校」の名で開校。
- 1887年4月 - 「二島尋常小学校」と改称。
- 1893年7月25日 - 「二島尋常高等小学校」と改称。
- 1944年4月1日 - 山口市に合併し「山口市立二島国民学校」と改称。
- 1947年4月1日 - 「山口市立二島小学校」と改称、修業年限が６カ年へ。
- 1960年11月 - 校歌・校旗を制定[1]。